# Carl Lange (Schauspieler)
Carl Adolf Lange (* 30. Oktober 1909 in Flensburg; † 23. Juni 1999 in Ostfildern) war ein deutscher Schauspieler und Hörspielsprecher. Er trat unter den Namen Carl Lange oder Karl Lange auf.

## Leben
Lange war zunächst Kulissen- und Dekorationsmaler und gab 1925 seinen ersten Auftritt in Flensburg. Er trat an verschiedenen Bühnen auf, darunter in Tilsit. 1938 wurde er Oberspielleiter am Grenzlandtheater in Zittau.
Lange diente in der Wehrmacht und ging in Kriegsgefangenschaft.
Von 1946 bis 1958 wirkte er an den Stuttgarter Bühnen wie dem Staatstheater.
Ab Mitte der fünfziger Jahre erschien Lange auch in Spielfilmen. Lange galt wegen seines kurzen Haars und seiner Stimme als idealer Darsteller von Offizieren, Adligen und anderen Respektspersonen. Einige seiner Figuren waren aufrichtig wie etwa der Gouverneur in Winnetou 3. Teil oder Oberst Munroe in Der letzte Mohikaner, andere waren zwielichtige Figuren wie Reverend Hopkins in Der Hexer, der Arzt Dr. Mangrove in Die blaue Hand oder der Diener Anatol in Die Schlangengrube und das Pendel. In der Ludwig-Ganghofer-Adaption Schloß Hubertus spielte er den unzugänglichen und jagdbesessenen Graf Egge.
Häufig wirkte Lange auch in Fernsehspielen mit historischem Hintergrund sowie in Literaturverfilmungen und Krimiserien mit, in denen er im gewohnten Rollenfach agierte.

## Filmografie
- 1955: Ernst Thälmann – Sohn seiner Klasse
- 1955: Unruhige Nacht
- 1957: Die Kraft und die Herrlichkeit
- 1957: Der Stern von Afrika
- 1957: Nachts, wenn der Teufel kam
- 1958: Dr. Crippen lebt
- 1958: Grabenplatz 17
- 1958: Der Schinderhannes
- 1958: Christine
- 1959: Hunde, wollt ihr ewig leben
- 1959: Der Frosch mit der Maske
- 1959: Und ewig singen die Wälder
- 1959: Nacht fiel über Gotenhafen
- 1960: Herrin der Welt
- 1960: Soldatensender Calais
- 1960: Das Erbe von Björndal
- 1960: Brücke des Schicksals
- 1960: Fabrik der Offiziere
- 1961: Elisabeth von England
- 1961: Bankraub in der Rue Latour
- 1961: Bis zum Ende aller Tage
- 1961: Barbara
- 1961: Sansibar
- 1962: Anfrage
- 1962: Der Teppich des Grauens
- 1963: Ein Mann im schönsten Alter
- 1963: Antonius und Cleopatra
- 1963: In einer fremden Stadt
- 1963: Der Belagerungszustand
- 1963: Stalingrad
- 1964: Wartezimmer zum Jenseits
- 1964: Der Prozeß Carl von O.
- 1964: In der Sache J. Robert Oppenheimer
- 1964: Der Hexer
- 1964: Die fünfte Kolonne – Treffpunkt Wien
- 1965: Der letzte Mohikaner
- 1965: Der Spion, der in die Hölle ging (Corrida pour un espion)
- 1965: Duell vor Sonnenuntergang
- 1965: Acht Stunden Zeit
- 1965: Oberst Wennerström
- 1965: Die fünfte Kolonne – Zwielicht
- 1965: Winnetou 3. Teil
- 1965: Die fünfte Kolonne – Ein Mann namens Pawlov
- 1966: Jan Himp und die kleine Brise
- 1966: Im Jahre Neun
- 1966: Der Fall Mata Hari
- 1966: Der Fall Jeanne d’Arc
- 1966: Pontius Pilatus
- 1965: Der neue Mann
- 1966: Mister Dynamit – Morgen küßt Euch der Tod
- 1967: Polizeifunk ruft – Zwei Promille
- 1967: Die blaue Hand
- 1967: Die Schlangengrube und das Pendel
- 1967: Mittsommernacht
- 1968: Der Tod im roten Jaguar
- 1968: An Einzeltischen
- 1968: Affäre Dreyfuss
- 1968: Die fünfte Kolonne – Eine Million auf dem Nummernkonto
- 1969: In einem Monat, in einem Jahr
- 1970: Vor Sonnenuntergang
- 1970: Perrak
- 1970: Der Pfarrer von St. Pauli
- 1970: Dem Täter auf der Spur – Froschmänner
- 1971: Verliebte Ferien in Tirol
- 1971: Der Kapitän
- 1971: Der Kommissar – Besuch bei Alberti
- 1971: Liebe ist nur ein Wort
- 1972: Mit dem Strom
- 1972: Die Pueblo-Affaire
- 1972: Der Schrei der schwarzen Wölfe
- 1972: Der Kommissar – Fluchtwege
- 1972: Agent aus der Retorte
- 1973: Schloß Hubertus
- 1973: Ein Fall für Männdli – Madonna mit Mantel
- 1975: Der Stechlin
- 1975: Der Kommissar – Ein Playboy segnet das Zeitliche
- 1977: Derrick – Eine Nacht im Oktober
- 1979: Die Buddenbrooks
- 1979: Jauche und Levkojen
- 1980: Nirgendwo ist Poenichen
- 1980: St. Pauli-Landungsbrücken (Fernsehserie, eine Folge)
- 1984: Derrick – Manuels Pflegerin
- 1985: Die Karpfenschlacht
- 1990: Heidi und Erni

## Hörspiele (Auswahl)
- 1948: Eberhard Kuhlmann: Ruf durch den Äther (Dr. Sheridan) – Regie: Paul Land (Hörspiel – SDR)
- 1948: Wolfdietrich Schnurre: Man sollte dagegen sein! (Schorsch) – Regie: Oskar Nitschke (Hörspiel – SDR)
- 1950: Max Frisch: Santa Cruz – Regie: Oskar Nitschke (Hörspiel – SDR)
- 1950: Hermann Turowski: Die Präsidentenmacher – Regie: Carl Lange (Berliner Rundfunk)
- 1963: Die Blutsäule oder: Zeichen und Wunder am Sereth – Regie: Heinz von Cramer
- 1963: Strenger Abschied – Regie: Walter Knaus
- 1964: Durchreise – Regie: Peterpaul Schulz
- 1964: Die Bürger von Calais – Regie: Heinz von Cramer
- 1966: Nathalie Sarraute: Die Lüge – Regie: Heinz von Cramer (Hörspiel – SDR/BR/RB)
- 1967: Pastorale 67 (von Otto Heinrich Kühner) – Regie: Fritz Schröder-Jahn
- 1981: Anatolien-Express – Regie: Heinz von Cramer
- 1982: Die Hauptmannstochter – Regie: Heinz von Cramer
- 1982: Blinde Liebe – Regie: Ulrich Heising
- 1982: Ameley, der Biber und der König auf dem Dach – Regie: Heinz von Cramer
- 1983: Einst und in alle Zukunft König – Ein Spiel vom Herrn Artus nach Terence Hanbury White und Sir Thomas Malory – Mitautor und Regie: Heinz von Cramer
- 1983: Romeos Schwalbe – Regie: Walter Adler
- 1983: Die Raben – Regie: Heinz von Cramer
- 1983: Kwaidan – Regie: Heinz von Cramer
- 1984: Die einzige Geschichte – Regie: Heinz von Cramer
- 1984: Madame de la Carlière oder Die Wankelmütigen. Eine Unterhaltung im Nebel. Nach dem Französischen des Diderot von Hans Magnus Enzensberger – Regie: Hans Lietzau
- 1985: Die Komödie der Stadt Petersburg – Regie: Heinz von Cramer
- 1986: Romantische Tage in der Alhambra – Regie: Heinz von Cramer